# Tel père
Pour plus de détails, voir Fiche technique et Distribution.
Tel père (Like Father en version originale) est une comédie dramatique américaine réalisée par Lauren Miller Rogen, sortie le 3 août 2018 sur Netflix.

## Synopsis
Une bourreau de travail abandonnée à l'autel décide de partir en lune de miel malgré tout, accompagnée par son père brillant, qui a quitté sa mère car il croyait que sa famille freinait sa carrière.

## Fiche technique
Sauf indication contraire, les informations mentionnées dans cette section peuvent être confirmées par la base de données cinématographiques IMDb,  présente dans la section « Liens externes ».
- Titre original : Like Father
- Titre francophone : Tel père
- Réalisateur : Lauren Miller Rogen
- Scénario : Lauren Miller Rogen
- Musique : Roger Neill
- Montage : Mollie Goldstein
- Photographie : Seamus Tierney
- Producteurs : Anders Bard, Amanda Bowers, Molly Conners et Lauren Miller Rogen
- Société de production : aBard Production
- Langue originale : anglais
- Durée : 98 minutes
- Genre : comédie dramatique
- Dates de sortie :
  -  Mondial : 3 août 2018 sur Netflix

## Distribution
- Kristen Bell (VF : Laura Préjean) : Rachel Hamilton
- Kelsey Grammer (VF : Hervé Jolly) : Harry Hamilton
- Seth Rogen (VF : Xavier Fagnon) : Jeff
- Paul W. Downs : Jim
- Zach Appelman (VF : Jim Redler): Steve
- Leonard Ouzts : Dan
- Blaire Brooks : Beth
- Anthony Laciura : Leonard
- Mary Looram : Shirley
- Brett Gelman : Frank Lerue
- Jon Foster : Owen
- Kimiko Glenn : Geena

Version française
- Studio de doublage : Titra Film
- Direction artistique : Isabelle Leprince
- Adaptation : Philippe Lebeau